# Раннесарматская культура

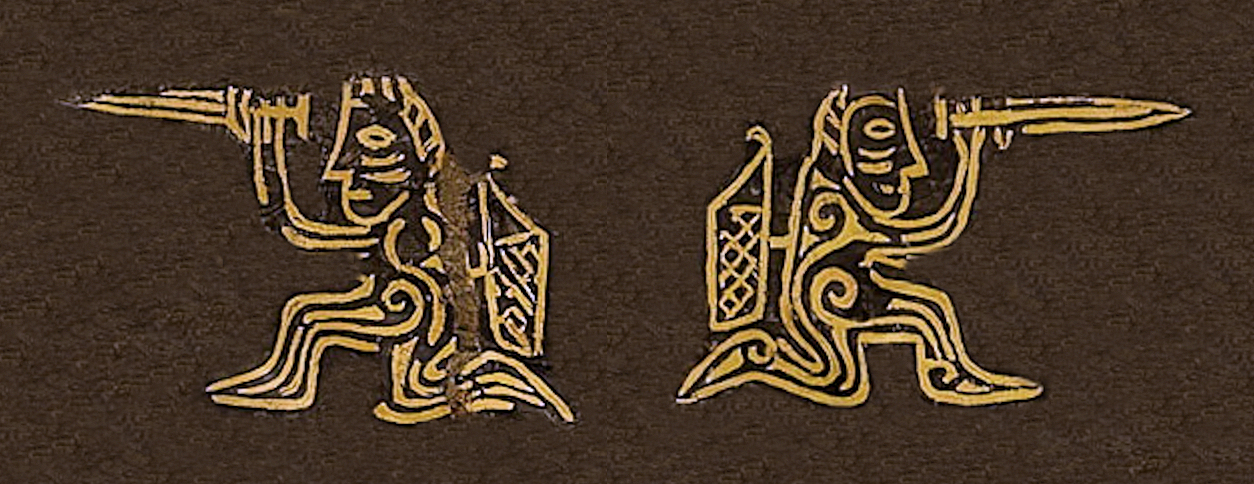
Фигурки с рукоятки кинжала из Филипповского могильника

Раннесарматская (прохоровская) культура — археологическая культура степей Евразии IV—II веков до н. э., для которой характерен комплекс курганов у села Прохоровка Шарлыкского района Оренбургской области, раскопанных С. И. Руденко. На смену раннесарматской пришла среднесарматская (сусловская) культура (II век до н. э. — II век нашей эры), которую сменила позднесарматская культура.
М. И. Ростовцев датировал прохоровские курганы IV—III веками до н. э. и связал с восточными соседями скифов — сарматами (савромато-сарматская общность). В 1927—1929 годах Б. Н. Граков объединил археологические памятники Нижнего Поволжья и Южного Приуралья, аналогичные прохоровским, в прохоровскую (савромато-сарматскую) ступень и датировал её IV—II веками до н. э. 
Курганы ранних сарматов (савроматов) имеют охранный статус. Помимо всемирно известных Прохоровских и Илекских курганов Оренбургской области, Темясовские, Старокиешкинские, Переволочанские, Бишунгаровские курганы в Башкортостане включены в список объектов культурного наследия России.

## Происхождение носителей сарматской культуры
Существует две версии относительно происхождения населения сарматской культуры:
1. сарматская культура полностью сформировалась к концу IV в. до н. э. на основе местной савроматской культуры Южного Приуралья и пришлых компонентов, принесенных племенами, продвинувшимися из лесостепного Зауралья (иткульская, гороховская культуры), Казахстана и возможно Приаралья[2]. В конце IV или на рубеже IV-III вв. до н. э. произошла массовая миграция южноуральских кочевников на запад в Нижнее Поволжье и незначительная на север, юг и восток. В Нижнем Поволжье восточные кочевники частично ассимилировали местные савроматские племена, частично потеснили их в Приазовье и западное Предкавказье, где они впоследствии составили основу сиракского кочевого объединения. Симбиоз южноуральской прохоровской с нижневолжской савроматской культур определили локальные различия между прохоровскими памятниками Южного Приуралья и Волго-Донского региона в рамках единой культуры.
2. сарматская культура в Южном Приуралье формируется за счет ранней прохоровской культуры, а савроматская культура Нижнего Поволжья развилась в то же время отдельно, как самостоятельная общность[3].

## Палеогенетика
Ранний сармат I0575/Pr3 из Покровки Актюбинской области (V—II вв. до н. э.) на юго-западном Урале имел Y-хромосомную гаплогруппу R1b1a2a2-CTS1078/Z2103 (по Таганкину R1b-Z2103>R-M12149>R-Y467276>R-Z2106>R-Z2108>R-KMS67>R-Y20993>R-Y23099>R-Y21707>Y21707*) и митохондриальную гаплогруппу M (M5/M7b'd/M13b). Также в Покровке обнаружили митохондриальные гаплогруппы U3 (Pr1), U1a'c ( Pr4), T (Pr5), F1b (Pr6), N1a1a1a1a (Pr7), T2 (Pr8), U2e2 (Pr9), H2a1f (Pr10). У образца DA136 (Sarmatian 9, 800—100 BCE, Nesvetay, Sarmatian cultural group, Аксайский район Ростовской области) определили митохондриальную гаплогруппу A-T152C! и Y-хромосомную гаплогруппу R1a-Z93>Z94>Y40>FT197453>M634.
У двух представителей сарматской культуры, живших на Северном Кавказе в Беслане во II—III веках, была определена Y-хромосомная гаплогруппа J1 (M267+) и митохондриальные гаплогруппы H1c21 и K1a3. Анализ антропологического материала, связываемого с сармато-аланскими этническими подразделениями II—IX веков, установил наличие  Y-хромсомных гаплогрупп: G2a (P15+), R1a1a1b2a (Z94+, Z95+), J1 (M267+) и J2a (M410+). Женскую линию характеризуют митохондриальные гаплогруппы: I4a, D4m2, H1c21, K1a3, W1c и X2i. В свою очередь, исследование аутосомных маркёров показало, что, несмотря на наличие примесей разных направлений, в целом можно говорить о том, что в данных результатах обнаружены типичные европейские генотипы.
У позднесарматских образцов из Чёрного Яра и из Темясовских курганов (Башкирия) определены митохондриальные гаплогруппы H2a1, T1a1, U5b2b, D4q и Y-хромосомную гаплогруппу R1a1a-Z93 (YP3920 и FGC48758).
У сарматов I века из могильника Чеботарëв V в зоне аэропорта «Южный» под Ростовом-на-Дону определили Y-хромосомные гаплогруппы R1a1a1b2a2b2b и R1a1a1b2a2a3, из могильника Несветай II с реки Большой Несветай (Аксайский район) — Y-хромосомные гаплогруппы R1, R1a1a1b2a2-Z2124, Q1b1a3a, из могильника Камышеватский X близ Камышевахи — Y-хромосомную гаплогруппу R. Также определили митохондриальные гаплогруппы I1, A+152+16362, U2e1h, A+152+16362, J1c5a1, U2e1h, U4b1a4, H28. У сармата из могильника Заюково-3, расположенного близ села Заюково в Баксанском районе Кабардино-Балкарской республики (II—III века), определена Y-хромосомная гаплогруппа R1a.

## Антропология
| - Курган Аралтобе - Старо-Книшкинский могильник - Эльтон (Нижнее Поволжье) |

## В филателии
25 февраля 2005 года Почта России выпустила серию из четырёх марок «Сокровища сарматов» с изображениями археологических находок из филипповских курганов: ритона в виде быка из серебра, сосуда из золота и дерева в виде медведя, подставки из золота в виде верблюдов и золотого оленя (ЦФА [АО «Марка»] № 1000—1003).

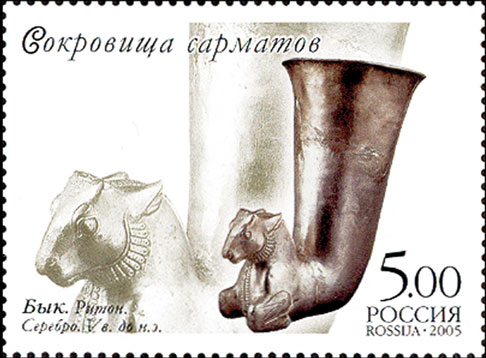
Марка России. Серия «Сокровища сарматов». Бык
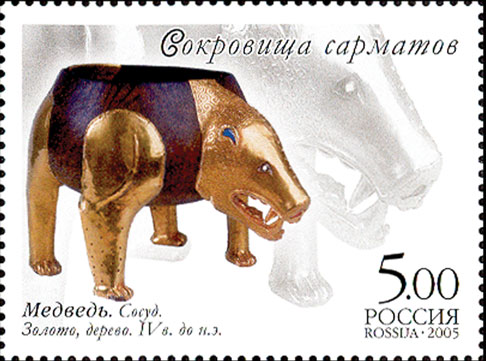
Марка России. Серия «Сокровища сарматов». Медведь
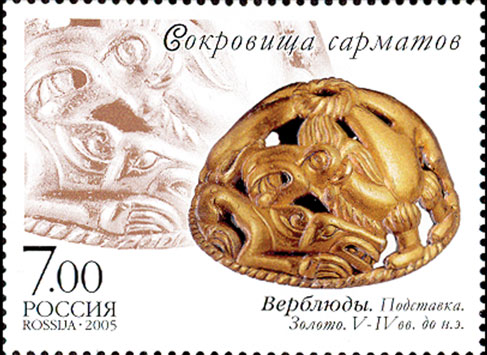
Марка России. Серия «Сокровища сарматов». Верблюды
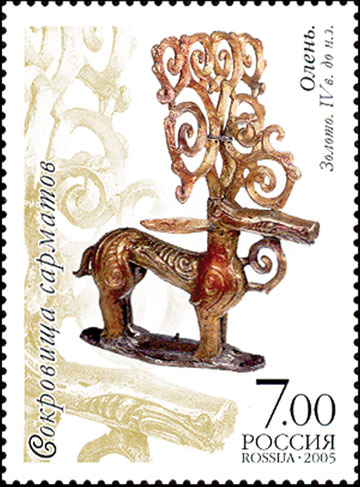
Марка России. Серия «Сокровища сарматов». Олень